# Martin Zuhr
Martin Zuhr (* 28. Februar 1958 in Witten) ist ein deutscher Schauspieler, Kabarettist und Musiker.

## Karriere
Martin Zuhr begann seine Karriere bei der Kabarettgruppe „Die Stussknacker“. Ab 1990 war er mit der Satiresendung Donner's Tag bei Kanal 4 als Moderator Rolf Donner auf RTL zu sehen. Die Sendung enthielt unter anderem Parodien auf gerade aktuelle Fernsehsendungen wie z. B. Bitte melde dich!. Für diese Sendung erhielt 1991 der Regisseur Volker Anding stellvertretend für das gesamte Team den Adolf-Grimme-Preis mit Silber in der Sparte Unterhaltung.
Ab 20. September 1996 lief, ebenfalls auf RTL, die Sendung T.V. Kaiser, eine Parodie auf die Nachmittagstalkshows der Privatsender, mit Zuhr in der Rolle des begriffsstutzigen Talkmasters Tillmann-Volker „T.V.“ Kaiser. Zu seinem Markenzeichen in dieser Rolle wurde der Spruch „Ein Teufelskreis!“. 1999 wurde die letzte Staffel der Sendung abgedreht.
Vom 14. November bis 19. Dezember 1999 spielte Zuhr in fünf Folgen den damaligen Bundeskanzler Gerhard Schröder in der Politsitcom Wie war ich, Doris?. Im ZDF-Fernsehspiel Täglich Fernsehen spielte er Herrn Dienstag. Außerdem spielte er Gastrollen in Serien wie Auf Achse oder Alarm für Cobra 11 – Die Autobahnpolizei.
Zuhr trat mit der Musiktheatergruppe „Dorothea und die Meerschweine“ auf. Später brachte er Zuhrs Zunder heraus, eine von ihm selbst kreierte Chili-Sauce, und warb auch für sie.

## Filmografie
Filme
- 1989: Täglich Fernsehen (TV)
- 1993: Nordkurve
- 1995: Mörderische Zwillinge (TV)
- 2001: Welcher Mann sagt schon die Wahrheit (TV)

Serien
- 1996–1999: T.V. Kaiser (78 Folgen)
- 1998: Das Amt (Folge 2x13)
- 1999: Wie war ich, Doris? (fünf Folgen)
- 2003: Alarm für Cobra 11 – Die Autobahnpolizei (Folge 14x01)
- 2004: Berlin, Berlin (Folge 3x18)
- 2011: Wilsberg (Folge 1x32)
- 2011: Danni Lowinski (Folge 2x13)